# Eleições legislativas portuguesas de 1995
As eleições legislativas portuguesas de 1995 foram realizadas a 1 de outubro, no calendário normal previsto na Constituição, após o cumprimento dos quatro anos de mandato da anterior legislatura.
Após dez anos na oposição e bem longe de ameaçar as maiorias consecutivas do Partido Social Democrata (PPD/PSD), o Partido Socialista (PS) liderado por António Guterres conseguiu acabar com o ciclo hegemónico dos social-democratas e vencia de forma contundente as eleições ao obter 43,8% e 112 deputados, um aumento superior a 14 pontos percentuais e de 40 deputados em relação a 1991. Apesar desta grande vitória, o PS não conseguiu obter a maioria absoluta e iria depender de acordos pontuais com o PSD e o Partido Popular (CDS–PP).
Aníbal Cavaco Silva, após dez anos como primeiro-ministro e como presidente do PPD/PSD, não se apresentou nestas eleições e, no seu lugar foi escolhido o novo presidente do partido Fernando Nogueira. Apesar desta mudança, o PPD/PSD não conseguiu captar um eleitorado desejoso de mudança após oito anos de maioria absoluta do partido. O PPD/PSD baixava dos 50,6% de 1991 para pouco mais de 34%.
O CDS–PP, com a nova denominação "Partido Popular", quebrou um ciclo de doze anos em queda nas eleições, dobrou a sua votação e triplicou a sua representação. Com um líder jovem (Manuel Monteiro) e com um discurso de tom populista e eurocético, o CDS–PP capturou muito do eleitorado à direita descontente com o PPD/PSD.
Por fim, a CDU – Coligação Democrática Unitária (PCP–PEV), liderada pelos Partido Comunista Português (PCP) coligado com o Partido Ecologista "Os Verdes" (PEV), pela primeira sem a liderança de Álvaro Cunhal (substituído por Carlos Carvalhas em 1991) continuaria o seu declínio iniciado em 1985 e perderia dois deputados em relação a 1991, ficando-se pelos 8,6% e quinze deputados.
Os resultados destas eleições indicavam a clara bipolarização entre esquerda e direita, com CDS-PP e CDU a elegerem quinze deputados cada, enquanto PS e PPD/PSD ficavam com uma clara maioria dos votos e deputados. Por fim, nota para a participação que voltava a baixar para os 66,3%.

## Partidos
Os partidos ou coligações que elegerem deputados foram os seguintes:
| Partidos | Partidos                             | Partidos | Líder             | Ideologia               | Espectro        |
| -------- | ------------------------------------ | -------- | ----------------- | ----------------------- | --------------- |
|          | Partido Socialista                   | PS       | António Guterres  | Social-democracia       | Centro-esquerda |
|          | Partido Social Democrata             | PPD/PSD  | Fernando Nogueira | Conservadorismo liberal | Centro-direita  |
|          | Partido Popular                      | CDS-PP   | Manuel Monteiro   | Conservadorismo         | Direita         |
|          | CDU – Coligação Democrática Unitária | PCP–PEV  | Carlos Carvalhas  | Comunismo               | Esquerda        |

## Debates
| Debates        | Debates            | Debates                                  | Debates                                 | Debates                                 | Debates                                 | Debates     |                                            |          |          |           |                               |
| Data           | Estação televisiva | Moderador(es)                            | Nome Presente A Ausente N Não Convidado | Nome Presente A Ausente N Não Convidado | Nome Presente A Ausente N Não Convidado | Refs        |                                            |          |          |           |                               |
| Data           | Estação televisiva | Moderador(es)                            | PPD/PSD                                 | PS                                      | Audiências                              | Refs        |                                            |          |          |           |                               |
| -------------- | ------------------ | ---------------------------------------- | --------------------------------------- | --------------------------------------- | --------------------------------------- | ----------- | ------------------------------------------ | -------- | -------- | --------- | ----------------------------- |
| Data           | Estação televisiva | Moderador(es)                            | 6 de setembro                           | RTP1                                    | Audiências                              | Refs        | José Eduardo Moniz e Maria Elisa Domingues | Nogueira | Guterres | 1 600 000 | [ 4 ] [ 5 ] [ 6 ] [ 7 ] [ 8 ] |
| 13 de setembro | SIC                | Miguel Sousa Tavares e Margarida Marante | Nogueira                                | Guterres                                | 1 500 000                               | [ 4 ] [ 5 ] |                                            |          |          |           |                               |

## Resultados nacionais
| Partido                                                      | Partido                                         | Votos     | %               | +/-   | Deputados | +/-     |
| ------------------------------------------------------------ | ----------------------------------------------- | --------- | --------------- | ----- | --------- | ------- |
|                                                              | Partido Socialista                              | 2 583 755 | 43,76 / 100,00  | 14,63 | 112 / 230 | 40      |
|                                                              | Partido Social Democrata                        | 2 014 589 | 34,12 / 100,00  | 16,48 | 88 / 230  | 47      |
|                                                              | Partido Popular                                 | 534 470   | 9,05 / 100,00   | 4,62  | 15 / 230  | 10      |
|                                                              | CDU – Coligação Democrática Unitária (a)        | 506 157   | 8,57 / 100,00   | 0,23  | 15 / 230  | 2       |
|                                                              | Partido Comunista dos Trabalhadores Portugueses | 41 137    | 0,70 / 100,00   | 0,15  | 0 / 230   | Estável |
|                                                              | Partido Socialista Revolucionário               | 37 638    | 0,64 / 100,00   | 0,48  | 0 / 230   | Estável |
|                                                              | União Democrática Popular                       | 33 876    | 0,57 / 100,00   | 0,46  | 0 / 230   | Estável |
|                                                              | Partido de Solidariedade Nacional               | 12 613    | 0,21 / 100,00   | 1,47  | 0 / 230   | 1       |
|                                                              | Partido da Gente                                | 8 279     | 0,14 / 100,00   | Novo  | 0 / 230   | Novo    |
|                                                              | Movimento O Partido da Terra                    | 8 235     | 0,14 / 100,00   | Novo  | 0 / 230   | Novo    |
|                                                              | Coligação Ecologia e Futuro (b)                 | 5 932     | 0,10 / 100,00   | Novo  | 0 / 230   | Novo    |
|                                                              | Movimento para a Unidade dos Trabalhadores      | 2 544     | 0,04 / 100,00   | -     | 0 / 230   | -       |
|                                                              | Partido Democrático do Atlântico                | 2 536     | 0,04 / 100,00   | 0,15  | 0 / 230   | Estável |
| Votos inválidos                                              | Votos inválidos                                 | 113 093   | 1,92 / 100,00   | 0,01  |           |         |
| Total                                                        | Total                                           | 5 904 854 | 100,00 / 100,00 |       | 230 / 230 |         |
| Eleitorado/Participação                                      | Eleitorado/Participação                         | 8 906 608 | 66,30 / 100,00  | 1,48  |           |         |
| Fonte                                                        | Fonte                                           | [ 9 ]     | [ 9 ]           | [ 9 ] | [ 9 ]     | [ 9 ]   |
| (a) Coligação entre PCP (13 deputados) e PEV (2 deputados).  |                                                 |           |                 |       |           |         |
| (b) Coligação entre o PPM (0 deputados) e MPT (0 deputados). |                                                 |           |                 |       |           |         |

## Tabela de resultados por círculo eleitoral
|                   | %    | D   | %       | D       | %      | D      | %       | D       |                 |           |
| ----------------- | ---- | --- | ------- | ------- | ------ | ------ | ------- | ------- | --------------- | --------- |
| Círculo eleitoral | PS   | PS  | PPD/PSD | PPD/PSD | CDS–PP | CDS–PP | PCP–PEV | PCP–PEV | Total deputados | Votantes  |
| Açores            | 37,6 | 2   | 47,8    | 3       | 9,4    | -      | 1,8     | -       | 5               | 106 258   |
| Aveiro            | 40,2 | 6   | 41,2    | 6       | 12,6   | 2      | 2,7     | -       | 14              | 383 676   |
| Beja              | 45,8 | 2   | 15,7    | 1       | 3,6    | -      | 29,2    | 1       | 4               | 96 468    |
| Braga             | 42,9 | 8   | 38,2    | 7       | 10,7   | 1      | 4,5     | -       | 16              | 452 981   |
| Bragança          | 40,3 | 2   | 44,8    | 2       | 9,4    | -      | 1,9     | -       | 4               | 90 603    |
| Castelo Branco    | 53,2 | 3   | 32,1    | 2       | 7,2    | -      | 3,5     | -       | 5               | 136 839   |
| Coimbra           | 49,1 | 6   | 34,5    | 4       | 7,1    | -      | 5,1     | -       | 10              | 254 800   |
| Évora             | 42,6 | 2   | 20,2    | 1       | 5,2    | -      | 26,9    | 1       | 4               | 104 500   |
| Faro              | 49,6 | 5   | 29,2    | 3       | 8,3    | -      | 7,8     | -       | 8               | 198 360   |
| Guarda            | 43,7 | 2   | 39,9    | 2       | 9,9    | -      | 2,3     | -       | 4               | 113 406   |
| Leiria            | 36,7 | 4   | 43,3    | 5       | 11,4   | 1      | 4,5     | -       | 10              | 244 528   |
| Lisboa            | 44,3 | 24  | 29,0    | 15      | 9,4    | 5      | 12,0    | 6       | 50              | 1 262 256 |
| Madeira           | 32,9 | 2   | 46,1    | 3       | 12,9   | -      | 1,3     | -       | 5               | 132 766   |
| Portalegre        | 50,5 | 2   | 23,4    | 1       | 6,3    | -      | 14,0    | -       | 3               | 82 248    |
| Porto             | 46,7 | 18  | 36,4    | 14      | 7,8    | 3      | 6,0     | 2       | 37              | 1 001 151 |
| Santarém          | 45,8 | 5   | 31,0    | 3       | 8,7    | 1      | 9,5     | 1       | 10              | 269 461   |
| Setúbal           | 44,9 | 9   | 18,4    | 3       | 7,2    | 1      | 23,8    | 4       | 17              | 432 955   |
| Viana do Castelo  | 38,8 | 3   | 42,1    | 3       | 11,3   | -      | 4,6     | -       | 6               | 145 052   |
| Vila Real         | 40,0 | 2   | 46,0    | 3       | 7,8    | -      | 1,9     | -       | 5               | 133 170   |
| Viseu             | 38,4 | 4   | 44,3    | 4       | 11,5   | 1      | 1,8     | -       | 9               | 217 194   |
| Europa            | 35,1 | 1   | 33,8    | 1       | 4,4    | -      | 6,4     | -       | 2               | 25 855    |
| Fora da Europa    | 12,8 | -   | 69,3    | 2       | 3,8    | -      | 1,2     | -       | 2               | 20 327    |
| Portugal          | 43,8 | 112 | 34,1    | 88      | 9,1    | 15     | 8,6     | 15      | 230             | 5 904 854 |

## Resultados por concelho

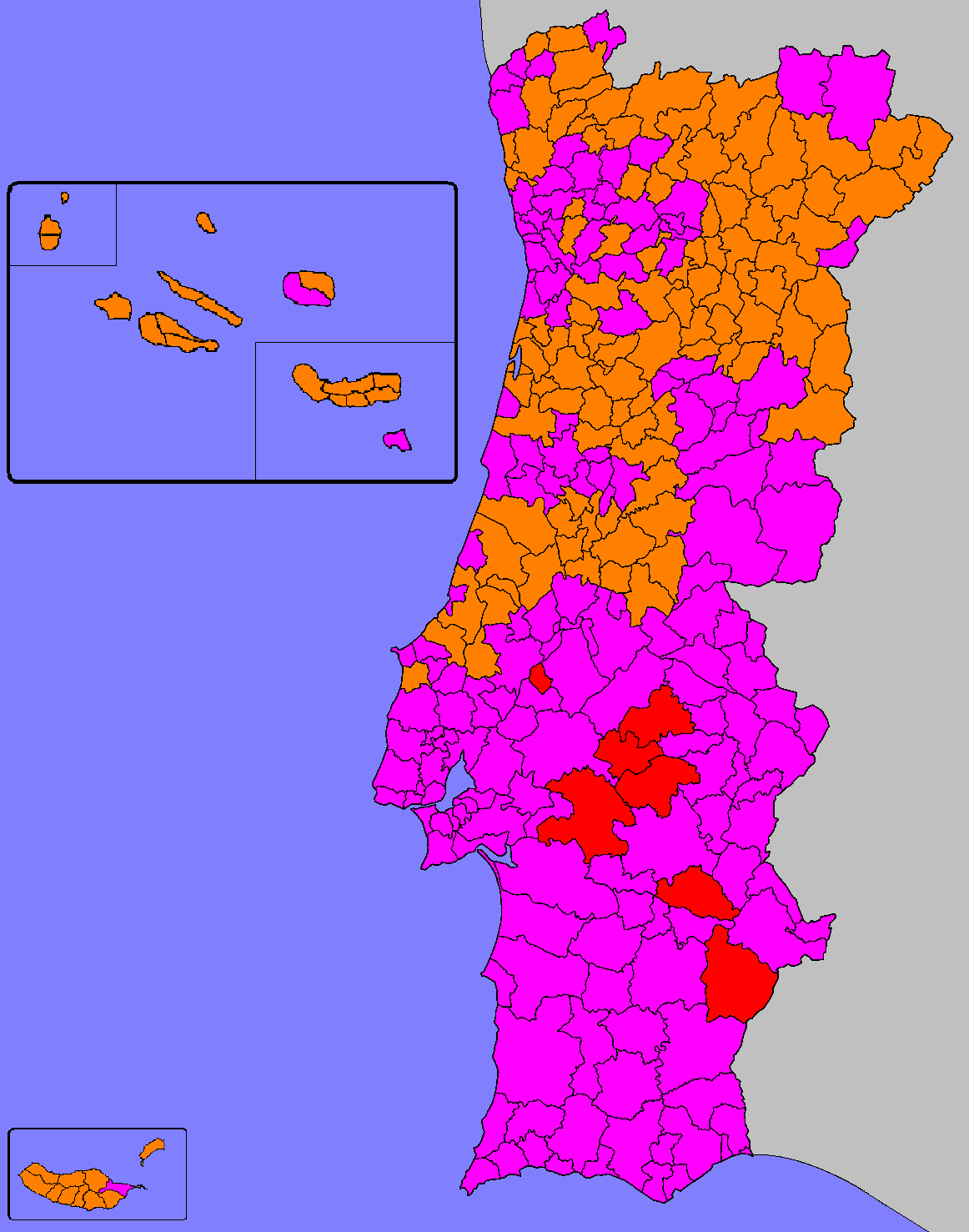
Partido mais votado por concelho. Legenda: Laranja – PPD/PSD; Rosa – PS; Vermelho – PCP–PEV.

A seguinte tabela contém os resultados obtidos pelos partidos que tiveram pelo menos 1% dos votos expressos a nível nacional:
| Concelhos                   | %    | %       | %      | %       | Votantes  |
| Concelhos                   | PS   | PPD/PSD | CDS–PP | PCP–PEV | Votantes  |
| --------------------------- | ---- | ------- | ------ | ------- | --------- |
| Abrantes                    | 54,2 | 25,6    | 6,6    | 7,7     | 27 185    |
| Águeda                      | 38,6 | 41,3    | 13,8   | 3,1     | 25 687    |
| Aguiar da Beira             | 30,4 | 47,1    | 16,5   | 0,9     | 3 565     |
| Alandroal                   | 38,3 | 15,9    | 2,7    | 37,8    | 4 501     |
| Albergaria-a-Velha          | 32,9 | 44,8    | 17,4   | 1,9     | 12 574    |
| Albufeira                   | 48,3 | 32,8    | 8,9    | 5,3     | 11 313    |
| Alcácer do Sal              | 45,0 | 12,0    | 4,8    | 30,4    | 9 291     |
| Alcanena                    | 43,2 | 33,0    | 11,0   | 8,5     | 9 013     |
| Alcobaça                    | 39,2 | 42,7    | 10,2   | 3,7     | 32 008    |
| Alcochete                   | 43,4 | 19,5    | 5,7    | 26,3    | 13 797    |
| Alcoutim                    | 52,5 | 32,4    | 3,2    | 6,8     | 2 724     |
| Alenquer                    | 49,8 | 23,7    | 7,0    | 14,2    | 20 851    |
| Alfândega da Fé             | 40,4 | 46,6    | 7,2    | 2,5     | 4 211     |
| Alijó                       | 40,0 | 45,6    | 7,7    | 1,9     | 8 952     |
| Aljezur                     | 56,6 | 16,9    | 7,1    | 11,4    | 3 114     |
| Aljustrel                   | 43,8 | 8,5     | 2,3    | 40,7    | 7 013     |
| Almada                      | 45,0 | 20,5    | 7,6    | 21,5    | 99 150    |
| Almeida                     | 37,9 | 43,3    | 12,6   | 1,7     | 5 981     |
| Almeirim                    | 56,0 | 20,8    | 6,7    | 12,2    | 12 640    |
| Almodôvar                   | 57,6 | 19,6    | 4,4    | 12,4    | 5 029     |
| Alpiarça                    | 36,7 | 11,5    | 4,7    | 41,3    | 4 794     |
| Alter do Chão               | 42,2 | 25,2    | 8,0    | 17,4    | 2 832     |
| Alvaiázere                  | 16,8 | 71,1    | 8,5    | 0,4     | 5 543     |
| Alvito                      | 41,0 | 18,9    | 2,3    | 30,9    | 1 635     |
| Amadora                     | 46,4 | 24,9    | 8,0    | 15,5    | 106 085   |
| Amarante                    | 48,3 | 41,0    | 4,6    | 2,3     | 29 677    |
| Amares                      | 33,8 | 45,7    | 14,8   | 2,0     | 10 272    |
| Anadia                      | 33,0 | 48,5    | 13,0   | 1,8     | 18 002    |
| Angra do Heroísmo           | 43,9 | 41,9    | 10,4   | 1,2     | 17 111    |
| Ansião                      | 30,3 | 58,4    | 7,5    | 0,9     | 8 633     |
| Arcos de Valdevez           | 33,7 | 52,1    | 7,8    | 2,2     | 13 911    |
| Arganil                     | 41,0 | 48,1    | 5,0    | 1,3     | 8 884     |
| Armamar                     | 29,3 | 50,0    | 11,9   | 3,7     | 4 296     |
| Arouca                      | 26,9 | 53,6    | 14,7   | 1,1     | 13 347    |
| Arraiolos                   | 32,4 | 16,9    | 3,5    | 42,0    | 5 068     |
| Arronches                   | 53,0 | 25,2    | 5,4    | 11,7    | 2 289     |
| Arruda dos Vinhos           | 48,6 | 26,7    | 8,2    | 11,0    | 5 253     |
| Aveiro                      | 37,6 | 38,7    | 17,0   | 3,2     | 39 194    |
| Avis                        | 30,8 | 16,9    | 3,1    | 44,0    | 3 668     |
| Azambuja                    | 52,5 | 19,5    | 7,4    | 14,2    | 11 753    |
| Baião                       | 53,3 | 36,8    | 3,5    | 1,6     | 12 045    |
| Barcelos                    | 34,6 | 47,8    | 11,7   | 2,6     | 65 265    |
| Barrancos                   | 49,5 | 11,0    | 4,1    | 27,7    | 1 133     |
| Barreiro                    | 43,5 | 13,5    | 5,5    | 32,5    | 52 930    |
| Batalha                     | 26,2 | 49,1    | 20,3   | 1,0     | 8 404     |
| Beja                        | 45,2 | 16,1    | 4,2    | 30,0    | 21 308    |
| Belmonte                    | 59,4 | 27,3    | 6,4    | 3,2     | 4 262     |
| Benavente                   | 41,6 | 19,8    | 8,5    | 23,6    | 9 993     |
| Bombarral                   | 38,5 | 37,4    | 14,9   | 5,7     | 7 491     |
| Borba                       | 51,3 | 17,7    | 4,4    | 20,4    | 5 097     |
| Boticas                     | 32,6 | 58,4    | 3,4    | 1,2     | 4 417     |
| Braga                       | 45,6 | 32,7    | 10,3   | 7,4     | 88 766    |
| Bragança                    | 45,2 | 41,4    | 7,8    | 2,3     | 19 017    |
| Cabeceiras de Basto         | 46,2 | 43,6    | 5,6    | 1,0     | 10 334    |
| Cadaval                     | 45,2 | 38,9    | 8,6    | 2,8     | 8 200     |
| Caldas da Rainha            | 39,6 | 40,4    | 12,4   | 4,0     | 24 443    |
| Calheta                     | 17,3 | 72,7    | 7,3    | 0,2     | 2 266     |
| Calheta                     | 11,9 | 60,4    | 23,3   | 0,8     | 6 440     |
| Câmara de Lobos             | 22,2 | 60,7    | 8,8    | 1,5     | 13 108    |
| Caminha                     | 47,4 | 36,3    | 7,3    | 5,2     | 10 425    |
| Campo Maior                 | 52,8 | 13,3    | 3,2    | 25,7    | 4 983     |
| Cantanhede                  | 39,1 | 47,7    | 8,2    | 1,6     | 20 638    |
| Carrazeda de Ansiães        | 31,7 | 50,1    | 13,0   | 1,5     | 5 026     |
| Carregal do Sal             | 34,8 | 49,3    | 10,2   | 1,7     | 5 646     |
| Cartaxo                     | 54,1 | 21,8    | 8,6    | 10,6    | 13 529    |
| Cascais                     | 38,5 | 35,0    | 12,5   | 8,8     | 96 543    |
| Castanheira de Pera         | 59,7 | 30,9    | 3,7    | 1,6     | 2 799     |
| Castelo Branco              | 57,2 | 27,8    | 8,7    | 2,7     | 34 779    |
| Castelo de Paiva            | 47,2 | 43,3    | 5,0    | 1,5     | 9 852     |
| Castelo de Vide             | 53,9 | 24,4    | 7,0    | 7,6     | 2 558     |
| Castro Daire                | 33,5 | 49,1    | 11,6   | 1,1     | 9 603     |
| Castro Marim                | 58,7 | 27,1    | 4,4    | 4,6     | 3 989     |
| Castro Verde                | 48,0 | 12,7    | 3,5    | 30,2    | 4 166     |
| Celorico da Beira           | 40,1 | 43,6    | 10,0   | 1,7     | 5 284     |
| Celorico de Basto           | 30,4 | 51,2    | 12,8   | 1,4     | 11 601    |
| Chamusca                    | 49,1 | 18,2    | 8,2    | 17,7    | 6 906     |
| Chaves                      | 38,9 | 47,9    | 6,7    | 2,0     | 26 055    |
| Cinfães                     | 43,6 | 42,9    | 7,4    | 1,5     | 10 190    |
| Coimbra                     | 51,8 | 27,5    | 8,1    | 8,4     | 89 290    |
| Condeixa-a-Nova             | 54,5 | 29,8    | 5,0    | 6,5     | 7 624     |
| Constância                  | 58,9 | 19,7    | 7,4    | 9,2     | 2 416     |
| Coruche                     | 43,4 | 19,5    | 5,7    | 26,3    | 13 797    |
| Corvo                       | 28,8 | 52,0    | 3,5    | 6,1     | 198       |
| Covilhã                     | 58,9 | 22,7    | 7,0    | 7,5     | 35 418    |
| Crato                       | 48,9 | 17,2    | 5,8    | 19,3    | 3 085     |
| Cuba                        | 42,8 | 12,0    | 4,1    | 34,8    | 3 107     |
| Elvas                       | 58,0 | 21,4    | 8,5    | 7,1     | 13 595    |
| Entroncamento               | 56,6 | 22,9    | 8,8    | 7,8     | 10 036    |
| Espinho                     | 48,2 | 34,3    | 7,7    | 6,5     | 22 605    |
| Esposende                   | 30,2 | 45,6    | 18,4   | 2,5     | 17 852    |
| Estarreja                   | 34,7 | 46,8    | 11,8   | 3,4     | 14 750    |
| Estremoz                    | 43,6 | 26,9    | 7,2    | 16,8    | 10 059    |
| Évora                       | 46,3 | 21,3    | 6,5    | 21,3    | 31 687    |
| Fafe                        | 49,6 | 36,4    | 6,7    | 3,3     | 29 058    |
| Faro                        | 48,7 | 28,5    | 9,7    | 8,5     | 29 854    |
| Felgueiras                  | 50,2 | 38,5    | 5,1    | 2,9     | 30 416    |
| Ferreira do Alentejo        | 53,4 | 11,6    | 2,7    | 27,3    | 6 228     |
| Ferreira do Zêzere          | 31,3 | 51,3    | 10,7   | 1,3     | 5 914     |
| Figueira da Foz             | 51,1 | 30,2    | 7,8    | 6,2     | 35 545    |
| Figueira de Castelo Rodrigo | 43,0 | 44,6    | 6,7    | 1,8     | 4 663     |
| Figueiró dos Vinhos         | 34,2 | 54,7    | 5,6    | 0,9     | 5 143     |
| Fornos de Algodres          | 38,5 | 46,6    | 10,5   | 1,1     | 3 944     |
| Freixo de Espada à Cinta    | 46,4 | 41,6    | 5,9    | 1,8     | 2 914     |
| Fronteira                   | 50,6 | 24,4    | 6,1    | 13,0    | 2 696     |
| Funchal                     | 37,5 | 37,6    | 14,8   | 1,8     | 62 841    |
| Fundão                      | 61,0 | 27,5    | 5,4    | 2,2     | 20 152    |
| Gavião                      | 62,1 | 17,7    | 3,8    | 9,9     | 3 656     |
| Góis                        | 50,6 | 41,1    | 3,2    | 0,9     | 3 179     |
| Golegã                      | 47,7 | 20,1    | 8,6    | 17,9    | 3 496     |
| Gondomar                    | 46,4 | 35,2    | 6,2    | 8,8     | 88 254    |
| Gouveia                     | 44,7 | 40,5    | 7,3    | 3,6     | 10 422    |
| Grândola                    | 40,6 | 16,9    | 3,7    | 32,1    | 9 525     |
| Guarda                      | 52,6 | 30,7    | 10,5   | 2,1     | 25 693    |
| Guimarães                   | 51,0 | 29,2    | 9,3    | 6,6     | 95 706    |
| Horta                       | 40,7 | 45,0    | 8,0    | 3,5     | 7 517     |
| Idanha-a-Nova               | 60,3 | 26,3    | 5,6    | 2,1     | 8 390     |
| Ílhavo                      | 35,7 | 42,8    | 15,4   | 2,7     | 16 767    |
| Lagoa                       | 37,7 | 49,2    | 7,8    | 1,4     | 4 699     |
| Lagoa                       | 51,4 | 28,9    | 7,8    | 7,2     | 9 842     |
| Lagos                       | 52,1 | 23,7    | 9,1    | 9,2     | 13 208    |
| Lajes das Flores            | 27,4 | 50,2    | 4,7    | 12,3    | 848       |
| Lajes do Pico               | 40,7 | 49,7    | 7,2    | 0,7     | 2 703     |
| Lamego                      | 41,9 | 41,2    | 10,1   | 2,7     | 16 524    |
| Leiria                      | 32,6 | 47,0    | 14,2   | 2,5     | 61 661    |
| Lisboa                      | 42,4 | 30,7    | 10,6   | 10,6    | 422 372   |
| Loulé                       | 44,9 | 38,2    | 8,4    | 3,8     | 27 658    |
| Loures                      | 47,0 | 25,2    | 7,5    | 15,0    | 192 772   |
| Lourinhã                    | 32,8 | 50,8    | 10,3   | 1,7     | 12 470    |
| Lousã                       | 55,1 | 31,2    | 6,0    | 2,7     | 8 078     |
| Lousada                     | 52,2 | 37,4    | 4,4    | 3,0     | 23 155    |
| Mação                       | 38,5 | 42,9    | 10,2   | 3,0     | 6 812     |
| Macedo de Cavaleiros        | 38,6 | 39,0    | 17,0   | 1,6     | 10 290    |
| Machico                     | 46,2 | 43,2    | 6,3    | 0,5     | 11 284    |
| Madalena                    | 36,3 | 52,4    | 7,0    | 1,9     | 3 180     |
| Mafra                       | 43,0 | 37,5    | 8,6    | 5,3     | 25 465    |
| Maia                        | 47,2 | 35,3    | 8,2    | 6,0     | 59 686    |
| Mangualde                   | 43,9 | 41,2    | 8,8    | 2,0     | 10 828    |
| Manteigas                   | 48,0 | 27,3    | 13,9   | 6,3     | 2 540     |
| Marco de Canaveses          | 42,3 | 43,3    | 8,3    | 2,0     | 24 462    |
| Marinha Grande              | 45,3 | 19,6    | 8,0    | 21,3    | 19 203    |
| Marvão                      | 50,9 | 29,4    | 9,4    | 2,9     | 2 734     |
| Matosinhos                  | 53,7 | 29,4    | 7,0    | 6,9     | 96 338    |
| Mealhada                    | 55,3 | 30,2    | 6,0    | 4,3     | 10 803    |
| Mêda                        | 31,1 | 48,0    | 13,6   | 1,8     | 3 755     |
| Melgaço                     | 48,9 | 40,4    | 5,5    | 1,3     | 5 891     |
| Mértola                     | 41,4 | 11,9    | 2,4    | 36,3    | 5 615     |
| Mesão Frio                  | 42,4 | 43,1    | 8,4    | 1,8     | 3 008     |
| Mira                        | 47,3 | 41,1    | 7,1    | 1,4     | 7 407     |
| Miranda do Corvo            | 54,9 | 35,0    | 3,9    | 2,0     | 6 731     |
| Miranda do Douro            | 43,2 | 46,1    | 5,2    | 0,9     | 5 085     |
| Mirandela                   | 34,6 | 47,7    | 11,4   | 3,0     | 14 430    |
| Mogadouro                   | 37,3 | 50,3    | 8,3    | 0,7     | 7 308     |
| Moimenta da Beira           | 38,8 | 42,5    | 12,6   | 2,3     | 6 154     |
| Moita                       | 39,9 | 14,9    | 5,6    | 33,3    | 36 152    |
| Monção                      | 34,7 | 44,4    | 15,6   | 2,0     | 11 766    |
| Monchique                   | 50,8 | 32,8    | 5,0    | 5,9     | 5 097     |
| Mondim de Basto             | 25,2 | 50,3    | 17,8   | 1,9     | 4 496     |
| Monforte                    | 52,3 | 17,1    | 7,6    | 15,2    | 2 211     |
| Montalegre                  | 43,0 | 48,3    | 3,4    | 1,2     | 8 904     |
| Montemor-o-Novo             | 34,1 | 17,3    | 3,6    | 40,8    | 12 232    |
| Montemor-o-Velho            | 55,5 | 29,2    | 5,6    | 5,3     | 13 923    |
| Montijo                     | 43,7 | 23,3    | 8,3    | 18,4    | 21 536    |
| Mora                        | 32,8 | 22,2    | 3,8    | 35,9    | 3 951     |
| Mortágua                    | 41,7 | 45,9    | 5,8    | 2,3     | 5 341     |
| Moura                       | 49,0 | 14,5    | 3,8    | 25,6    | 8 249     |
| Mourão                      | 54,4 | 25,3    | 5,2    | 9,7     | 1 757     |
| Murça                       | 36,6 | 43,8    | 13,4   | 1,1     | 4 368     |
| Murtosa                     | 22,7 | 64,0    | 9,6    | 0,6     | 4 829     |
| Nazaré                      | 50,8 | 31,6    | 6,9    | 6,3     | 8 531     |
| Nelas                       | 46,4 | 39,1    | 9,1    | 1,8     | 8 059     |
| Nisa                        | 52,6 | 25,0    | 5,2    | 10,3    | 6 241     |
| Nordeste                    | 34,0 | 52,0    | 8,9    | 1,1     | 3 100     |
| Óbidos                      | 45,5 | 35,8    | 9,7    | 4,1     | 5 911     |
| Odemira                     | 48,7 | 17,3    | 4,4    | 22,3    | 15 850    |
| Oeiras                      | 43,0 | 30,5    | 10,7   | 10,5    | 95 951    |
| Oleiros                     | 26,7 | 62,4    | 6,5    | 0,4     | 5 140     |
| Olhão                       | 48,8 | 28,4    | 10,8   | 7,4     | 19 149    |
| Oliveira de Azeméis         | 43,5 | 39,9    | 12,1   | 1,7     | 39 105    |
| Oliveira de Frades          | 32,9 | 50,4    | 11,1   | 1,7     | 6 135     |
| Oliveira do Bairro          | 18,5 | 57,9    | 20,2   | 0,8     | 11 234    |
| Oliveira do Hospital        | 40,4 | 45,7    | 8,9    | 0,9     | 13 107    |
| Ourém                       | 20,9 | 62,7    | 11,8   | 1,2     | 24 506    |
| Ourique                     | 41,9 | 32,8    | 2,0    | 19,0    | 4 260     |
| Ovar                        | 48,7 | 35,2    | 7,6    | 4,8     | 27 089    |
| Paços de Ferreira           | 38,1 | 48,1    | 7,7    | 3,6     | 25 807    |
| Palmela                     | 47,2 | 17,7    | 7,7    | 21,1    | 24 415    |
| Pampilhosa da Serra         | 38,5 | 53,1    | 3,5    | 0,7     | 3 531     |
| Paredes                     | 35,3 | 49,0    | 9,7    | 2,8     | 42 716    |
| Paredes de Coura            | 50,2 | 37,5    | 5,2    | 2,4     | 5 454     |
| Pedrógão Grande             | 31,7 | 59,4    | 4,0    | 0,6     | 2 999     |
| Penacova                    | 42,9 | 44,8    | 5,7    | 2,5     | 9 231     |
| Penafiel                    | 45,2 | 41,5    | 6,0    | 3,8     | 38 244    |
| Penalva do Castelo          | 38,4 | 46,0    | 10,3   | 1,2     | 5 075     |
| Penamacor                   | 53,8 | 29,6    | 10,0   | 1,3     | 4 838     |
| Penedono                    | 36,3 | 46,5    | 7,3    | 3,1     | 1 814     |
| Penela                      | 35,1 | 54,8    | 3,6    | 1,1     | 3 975     |
| Peniche                     | 47,8 | 31,2    | 8,4    | 8,6     | 13 829    |
| Peso da Régua               | 50,4 | 32,8    | 9,3    | 3,6     | 9 676     |
| Pinhel                      | 37,5 | 45,3    | 11,0   | 1,9     | 7 177     |
| Pombal                      | 31,2 | 54,2    | 9,4    | 1,3     | 25 800    |
| Ponta Delgada               | 37,8 | 44,5    | 10,9   | 1,9     | 26 741    |
| Ponta do Sol                | 14,7 | 60,4    | 19,3   | 0,5     | 4 563     |
| Ponte da Barca              | 38,9 | 51,2    | 5,8    | 1,7     | 7 791     |
| Ponte de Lima               | 26,2 | 48,9    | 18,7   | 3,0     | 25 708    |
| Ponte de Sor                | 42,0 | 21,5    | 5,2    | 24,2    | 10 837    |
| Portalegre                  | 52,5 | 29,6    | 7,4    | 6,3     | 16 777    |
| Portel                      | 39,1 | 12,6    | 1,9    | 41,2    | 4 457     |
| Portimão                    | 50,8 | 26,6    | 10,1   | 7,8     | 23 511    |
| Porto                       | 44,0 | 34,4    | 10,0   | 8,6     | 193 855   |
| Porto de Mós                | 33,8 | 43,2    | 16,6   | 2,2     | 13 453    |
| Porto Moniz                 | 27,6 | 59,3    | 8,9    | 0,3     | 2 163     |
| Porto Santo                 | 41,1 | 46,7    | 7,9    | 0,4     | 2 786     |
| Póvoa de Lanhoso            | 38,2 | 47,7    | 9,4    | 1,3     | 12 492    |
| Póvoa de Varzim             | 36,3 | 43,5    | 14,2   | 3,6     | 32 598    |
| Povoação                    | 28,5 | 56,4    | 9,9    | 1,2     | 3 457     |
| Proença-a-Nova              | 34,2 | 53,7    | 7,7    | 0,7     | 6 775     |
| Redondo                     | 42,5 | 17,5    | 5,6    | 27,7    | 4 388     |
| Reguengos de Monsaraz       | 54,6 | 19,5    | 4,1    | 16,5    | 6 266     |
| Resende                     | 41,4 | 44,9    | 6,6    | 1,6     | 6 922     |
| Ribeira Brava               | 23,3 | 62,0    | 7,6    | 0,7     | 6 830     |
| Ribeira de Pena             | 35,8 | 51,9    | 6,7    | 0,8     | 4 335     |
| Ribeira Grande              | 37,3 | 49,2    | 8,0    | 1,3     | 9 898     |
| Rio Maior                   | 40,6 | 41,2    | 11,6   | 2,5     | 12 029    |
| Sabrosa                     | 36,9 | 49,3    | 6,8    | 2,1     | 4 511     |
| Sabugal                     | 40,0 | 42,7    | 10,2   | 1,4     | 10 486    |
| Salvaterra de Magos         | 53,9 | 19,1    | 7,9    | 13,4    | 9 870     |
| Santa Comba Dão             | 34,3 | 50,9    | 8,7    | 1,3     | 7 153     |
| Santa Cruz                  | 36,2 | 44,1    | 12,2   | 1,4     | 13 971    |
| Santa Cruz da Graciosa      | 35,5 | 57,0    | 3,9    | 0,4     | 2 414     |
| Santa Cruz das Flores       | 30,5 | 42,0    | 11,1   | 11,6    | 1 218     |
| Santa Maria da Feira        | 48,8 | 36,9    | 8,9    | 2,4     | 72 419    |
| Santa Marta de Penaguião    | 49,9 | 40,2    | 5,2    | 1,6     | 5 753     |
| Santana                     | 23,8 | 60,1    | 9,5    | 0,4     | 5 322     |
| Santarém                    | 50,0 | 28,4    | 8,3    | 8,6     | 39 150    |
| Santiago do Cacém           | 43,3 | 18,9    | 6,7    | 23,3    | 18 305    |
| Santo Tirso                 | 49,4 | 36,0    | 7,9    | 3,6     | 60 335    |
| São Brás de Alportel        | 50,4 | 33,8    | 5,3    | 5,5     | 4 766     |
| São João da Madeira         | 49,1 | 31,4    | 12,4   | 4,1     | 12 219    |
| São João da Pesqueira       | 40,4 | 41,7    | 10,9   | 2,2     | 4 406     |
| São Pedro do Sul            | 42,8 | 41,7    | 7,9    | 2,8     | 10 68     |
| São Roque do Pico           | 43,1 | 45,6    | 6,1    | 2,2     | 1 884     |
| São Vicente                 | 23,4 | 55,6    | 14,6   | 0,4     | 3 444     |
| Sardoal                     | 47,7 | 37,5    | 7,2    | 2,7     | 2 933     |
| Sátão                       | 30,3 | 48,6    | 16,8   | 0,5     | 7 101     |
| Seia                        | 48,8 | 37,1    | 7,3    | 3,3     | 17 264    |
| Seixal                      | 45,5 | 18,8    | 7,6    | 23,1    | 68 572    |
| Sernancelhe                 | 31,4 | 43,2    | 20,4   | 0,6     | 3 822     |
| Serpa                       | 36,9 | 15,6    | 3,4    | 40,0    | 10 116    |
| Sertã                       | 31,8 | 55,9    | 7,5    | 0,7     | 10 922    |
| Sesimbra                    | 46,9 | 21,0    | 8,1    | 17,4    | 17 129    |
| Setúbal                     | 47,9 | 20,3    | 9,1    | 17,3    | 62 195    |
| Sever do Vouga              | 23,7 | 54,6    | 17,2   | 1,2     | 7 999     |
| Silves                      | 48,3 | 27,4    | 6,2    | 11,9    | 17 872    |
| Sines                       | 45,9 | 15,1    | 6,3    | 25,4    | 6 880     |
| Sintra                      | 45,8 | 27,8    | 9,0    | 11,8    | 155 681   |
| Sobral de Monte Agraço      | 41,2 | 22,4    | 7,4    | 21,6    | 4 346     |
| Soure                       | 57,6 | 28,9    | 4,4    | 4,0     | 12 470    |
| Sousel                      | 42,7 | 31,4    | 4,6    | 15,4    | 4 085     |
| Tábua                       | 40,1 | 48,2    | 6,0    | 1,3     | 7 315     |
| Tabuaço                     | 35,2 | 42,3    | 17,5   | 1,0     | 4 216     |
| Tarouca                     | 34,5 | 44,3    | 12,4   | 3,4     | 3 824     |
| Tavira                      | 51,5 | 30,1    | 7,6    | 4,7     | 13 277    |
| Terras de Bouro             | 28,3 | 53,7    | 12,1   | 2,4     | 5 571     |
| Tomar                       | 43,3 | 37,5    | 10,3   | 3,9     | 26 800    |
| Tondela                     | 32,4 | 48,2    | 13,8   | 1,6     | 18 979    |
| Torre de Moncorvo           | 42,8 | 44,9    | 7,2    | 1,5     | 6 605     |
| Torres Novas                | 50,0 | 27,8    | 8,3    | 8,6     | 22 867    |
| Torres Vedras               | 43,2 | 35,5    | 7,4    | 9,1     | 38 106    |
| Trancoso                    | 32,5 | 49,3    | 11,3   | 1,7     | 6 838     |
| Vagos                       | 17,4 | 57,1    | 22,4   | 0,5     | 10 552    |
| Vale de Cambra              | 34,6 | 38,7    | 21,7   | 1,5     | 14 819    |
| Valença                     | 39,0 | 44,5    | 10,8   | 2,0     | 7 880     |
| Valongo                     | 47,7 | 35,7    | 6,2    | 7,1     | 45 960    |
| Valpaços                    | 29,7 | 55,9    | 9,1    | 0,9     | 11 215    |
| Velas                       | 21,4 | 61,2    | 13,8   | 1,3     | 2 744     |
| Vendas Novas                | 38,4 | 21,2    | 5,9    | 30,2    | 6 913     |
| Viana do Alentejo           | 37,6 | 17,0    | 3,8    | 33,4    | 3 218     |
| Viana do Castelo            | 42,1 | 35,3    | 10,8   | 8,2     | 50 590    |
| Vidigueira                  | 43,1 | 16,7    | 3,8    | 29,5    | 3 722     |
| Vieira do Minho             | 37,4 | 45,5    | 9,9    | 2,8     | 8 878     |
| Vila de Rei                 | 15,2 | 70,2    | 9,9    | 0,4     | 2 580     |
| Vila do Bispo               | 53,1 | 23,0    | 7,8    | 9,3     | 3 063     |
| Vila do Conde               | 51,8 | 35,6    | 6,3    | 3,8     | 41 803    |
| Vila do Porto               | 46,1 | 40,6    | 9,4    | 1,0     | 2 243     |
| Vila Flor                   | 41,1 | 42,0    | 11,1   | 2,4     | 5 104     |
| Vila Franca de Xira         | 48,0 | 19,8    | 6,6    | 20,8    | 61 053    |
| Vila Franca do Campo        | 32,3 | 53,3    | 9,2    | 1,5     | 5 124     |
| Vila Nova da Barquinha      | 53,9 | 24,6    | 8,2    | 7,9     | 4 560     |
| Vila Nova de Cerveira       | 47,2 | 40,6    | 7,1    | 1,9     | 5 652     |
| Vila Nova de Famalicão      | 46,7 | 36,5    | 9,4    | 4,3     | 71 243    |
| Vila Nova de Foz Coa        | 41,2 | 45,7    | 7,8    | 1,6     | 5 755     |
| Vila Nova de Gaia           | 48,5 | 34,0    | 7,4    | 6,9     | 155 785   |
| Vila Nova de Paiva          | 25,0 | 47,6    | 21,1   | 1,0     | 3 206     |
| Vila Nova de Poiares        | 44,5 | 40,9    | 6,9    | 1,9     | 3 671     |
| Vila Pouca de Aguiar        | 40,1 | 47,0    | 6,0    | 1,8     | 8 516     |
| Vila Praia da Vitória       | 38,4 | 48,9    | 9,7    | 0,7     | 9 369     |
| Vila Real                   | 43,2 | 41,7    | 8,9    | 2,5     | 29 032    |
| Vila Real de Santo António  | 51,0 | 21,3    | 5,4    | 18,2    | 9 886     |
| Vila Velha de Ródão         | 57,3 | 29,6    | 3,7    | 5,4     | 3 320     |
| Vila Verde                  | 30,1 | 46,7    | 17,5   | 1,6     | 24 714    |
| Vila Viçosa                 | 44,0 | 22,2    | 7,3    | 21,4    | 5 329     |
| Vimioso                     | 36,5 | 52,4    | 3,9    | 1,4     | 3 545     |
| Vinhais                     | 45,0 | 43,7    | 6,4    | 1,3     | 7 076     |
| Viseu                       | 40,9 | 41,1    | 13,2   | 1,6     | 49 898    |
| Vouzela                     | 35,7 | 48,0    | 10,4   | 2,1     | 6 954     |
| Portugal                    | 43,9 | 34,0    | 9,1    | 8,6     | 5 854 425 |

## Resultados por círculo eleitoral

### Açores
| Partidos                | Partidos                             | Votos   | %             | +/-  | Deputados | +/-     |
| ----------------------- | ------------------------------------ | ------- | ------------- | ---- | --------- | ------- |
|                         | Partido Social Democrata             | 50 757  | 47,8 / 100,0  | 16,3 | 3 / 5     | 1       |
|                         | Partido Socialista                   | 39 909  | 37,6 / 100,0  | 11,8 | 2 / 5     | 1       |
|                         | Partido Popular                      | 9 971   | 9,4 / 100,0   | 6,0  | 0 / 5     | Estável |
|                         | CDU – Coligação Democrática Unitária | 1 855   | 1,8 / 100,0   | 0,5  | 0 / 5     | Estável |
|                         | Outros                               | 2 158   | 2,0 / 100,0   |      | 0 / 5     |         |
| Votos inválidos         | Votos inválidos                      | 1 608   | 1,5 / 100,0   | 0,2  |           |         |
| Total                   | Total                                | 106 258 | 100,0 / 100,0 |      | 5 / 5     |         |
| Eleitorado/Participação | Eleitorado/Participação              | 188 327 | 56,4 / 100,0  | 1,1  |           |         |

### Aveiro
| Partidos                | Partidos                             | Votos   | %             | +/-  | Deputados | +/-     |
| ----------------------- | ------------------------------------ | ------- | ------------- | ---- | --------- | ------- |
|                         | Partido Social Democrata             | 158 152 | 41,2 / 100,0  | 17,4 | 6 / 14    | 3       |
|                         | Partido Socialista                   | 154 396 | 40,2 / 100,0  | 12,4 | 6 / 14    | 2       |
|                         | Partido Popular                      | 48 383  | 12,6 / 100,0  | 6,5  | 2 / 14    | 1       |
|                         | CDU – Coligação Democrática Unitária | 10 522  | 2,7 / 100,0   | 0,1  | 0 / 14    | Estável |
|                         | Outros                               | 5 869   | 1,5 / 100,0   |      | 0 / 14    |         |
| Votos inválidos         | Votos inválidos                      | 6 354   | 1,7 / 100,0   | 0,2  |           |         |
| Total                   | Total                                | 383 676 | 100,0 / 100,0 |      | 14 / 14   |         |
| Eleitorado/Participação | Eleitorado/Participação              | 539 057 | 71,2 / 100,0  | 0,4  |           |         |

### Beja
| Partidos                | Partidos                                        | Votos   | %             | +/-  | Deputados | +/-     |
| ----------------------- | ----------------------------------------------- | ------- | ------------- | ---- | --------- | ------- |
|                         | Partido Socialista                              | 44 168  | 45,8 / 100,0  | 17,4 | 2 / 4     | 1       |
|                         | CDU – Coligação Democrática Unitária            | 28 178  | 29,2 / 100,0  | 1,2  | 1 / 4     | 1       |
|                         | Partido Social Democrata                        | 15 125  | 15,7 / 100,0  | 13,6 | 1 / 4     | Estável |
|                         | Partido Popular                                 | 3 495   | 3,6 / 100,0   | 1,3  | 0 / 4     | Estável |
|                         | Partido Comunista dos Trabalhadores Portugueses | 2 173   | 2,3 / 100,0   | 0,4  | 0 / 4     | Estável |
|                         | União Democrática Popular                       | 992     | 1,0 / 100,0   | -    | 0 / 4     | -       |
|                         | Outros                                          | 570     | 0,6 / 100,0   |      | 0 / 4     |         |
| Votos inválidos         | Votos inválidos                                 | 1 767   | 1,8 / 100,0   | 1,1  |           |         |
| Total                   | Total                                           | 96 468  | 100,0 / 100,0 |      | 4 / 4     |         |
| Eleitorado/Participação | Eleitorado/Participação                         | 151 016 | 63,9 / 100,0  | 0,5  |           |         |

### Braga
| Partidos                | Partidos                             | Votos   | %             | +/-  | Deputados | +/-     |
| ----------------------- | ------------------------------------ | ------- | ------------- | ---- | --------- | ------- |
|                         | Partido Socialista                   | 194 375 | 42,9 / 100,0  | 11,4 | 8 / 16    | 3       |
|                         | Partido Social Democrata             | 173 041 | 38,2 / 100,0  | 15,4 | 7 / 16    | 3       |
|                         | Partido Popular                      | 48 430  | 10,7 / 100,0  | 5,1  | 1 / 16    | Estável |
|                         | CDU – Coligação Democrática Unitária | 20 584  | 4,5 / 100,0   | 0,1  | 0 / 16    | Estável |
|                         | Outros                               | 8 776   | 1,9 / 100,0   |      | 0 / 16    |         |
| Votos inválidos         | Votos inválidos                      | 7 775   | 1,7 / 100,0   | 0,2  |           |         |
| Total                   | Total                                | 452 981 | 100,0 / 100,0 |      | 16 / 16   |         |
| Eleitorado/Participação | Eleitorado/Participação              | 640 514 | 70,7 / 100,0  | 7,0  |           |         |

### Bragança
| Partidos                | Partidos                             | Votos   | %             | +/-  | Deputados | +/-     |
| ----------------------- | ------------------------------------ | ------- | ------------- | ---- | --------- | ------- |
|                         | Partido Social Democrata             | 40 581  | 44,8 / 100,0  | 13,1 | 2 / 4     | 1       |
|                         | Partido Socialista                   | 36 532  | 40,3 / 100,0  | 14,6 | 2 / 4     | 1       |
|                         | Partido Popular                      | 8 493   | 9,4 / 100,0   | 1,2  | 0 / 4     | Estável |
|                         | CDU – Coligação Democrática Unitária | 1 746   | 1,9 / 100,0   | 0,2  | 0 / 4     | Estável |
|                         | Outros                               | 1 279   | 1,4 / 100,0   |      | 0 / 4     |         |
| Votos inválidos         | Votos inválidos                      | 1 972   | 2,2 / 100,0   | 0,3  |           |         |
| Total                   | Total                                | 90 603  | 100,0 / 100,0 |      | 4 / 4     |         |
| Eleitorado/Participação | Eleitorado/Participação              | 154 459 | 58,7 / 100,0  | 1,9  |           |         |

### Castelo Branco
| Partidos                | Partidos                             | Votos   | %             | +/-     | Deputados | +/-     |
| ----------------------- | ------------------------------------ | ------- | ------------- | ------- | --------- | ------- |
|                         | Partido Socialista                   | 72 760  | 53,2 / 100,0  | 20,8    | 3 / 5     | 1       |
|                         | Partido Social Democrata             | 43 962  | 32,1 / 100,0  | 19,7    | 2 / 5     | 1       |
|                         | Partido Popular                      | 9 863   | 7,2 / 100,0   | 3,3     | 0 / 5     | Estável |
|                         | CDU – Coligação Democrática Unitária | 4 771   | 3,5 / 100,0   | 1,1     | 0 / 5     | Estável |
|                         | Outros                               | 2 584   | 1,9 / 100,0   |         | 0 / 5     |         |
| Votos inválidos         | Votos inválidos                      | 2 899   | 2,2 / 100,0   | Estável |           |         |
| Total                   | Total                                | 136 839 | 100,0 / 100,0 |         | 5 / 5     |         |
| Eleitorado/Participação | Eleitorado/Participação              | 202 995 | 67,4 / 100,0  | 0,4     |           |         |

### Coimbra
| Partidos                | Partidos                             | Votos   | %             | +/-     | Deputados | +/-     |
| ----------------------- | ------------------------------------ | ------- | ------------- | ------- | --------- | ------- |
|                         | Partido Socialista                   | 125 166 | 49,1 / 100,0  | 14,7    | 6 / 10    | 2       |
|                         | Partido Social Democrata             | 87 817  | 34,5 / 100,0  | 14,4    | 4 / 10    | 2       |
|                         | Partido Popular                      | 17 976  | 7,1 / 100,0   | 3,6     | 0 / 10    | Estável |
|                         | CDU – Coligação Democrática Unitária | 12 947  | 5,1 / 100,0   | 0,1     | 0 / 10    | Estável |
|                         | Outros                               | 4 929   | 1,9 / 100,0   |         | 0 / 10    |         |
| Votos inválidos         | Votos inválidos                      | 5 765   | 2,3 / 100,0   | Estável |           |         |
| Total                   | Total                                | 254 800 | 100,0 / 100,0 |         | 10 / 10   |         |
| Eleitorado/Participação | Eleitorado/Participação              | 380 227 | 67,0 / 100,0  | 0,7     |           |         |

### Évora
| Partidos                | Partidos                                        | Votos   | %             | +/-     | Deputados | +/-     |
| ----------------------- | ----------------------------------------------- | ------- | ------------- | ------- | --------- | ------- |
|                         | Partido Socialista                              | 44 488  | 42,6 / 100,0  | 16,7    | 2 / 4     | 1       |
|                         | CDU – Coligação Democrática Unitária            | 28 106  | 26,9 / 100,0  | 0,2     | 1 / 4     | Estável |
|                         | Partido Social Democrata                        | 21 091  | 20,2 / 100,0  | 14,8    | 1 / 4     | 1       |
|                         | Partido Popular                                 | 5 453   | 5,2 / 100,0   | 2,4     | 0 / 4     | Estável |
|                         | Partido Comunista dos Trabalhadores Portugueses | 2 000   | 1,9 / 100,0   | Estável | 0 / 4     | Estável |
|                         | Outros                                          | 1 626   | 1,6 / 100,0   |         | 0 / 4     |         |
| Votos inválidos         | Votos inválidos                                 | 1 736   | 1,7 / 100,0   | 0,4     |           |         |
| Total                   | Total                                           | 104 500 | 100,0 / 100,0 |         | 4 / 4     |         |
| Eleitorado/Participação | Eleitorado/Participação                         | 151 035 | 69,2 / 100,0  | 0,7     |           |         |

### Faro
| Partidos                | Partidos                             | Votos   | %             | +/-  | Deputados | +/-     |
| ----------------------- | ------------------------------------ | ------- | ------------- | ---- | --------- | ------- |
|                         | Partido Socialista                   | 98 323  | 49,6 / 100,0  | 18,4 | 5 / 8     | 2       |
|                         | Partido Social Democrata             | 57 929  | 29,2 / 100,0  | 21,6 | 3 / 8     | 2       |
|                         | Partido Popular                      | 16 497  | 8,3 / 100,0   | 5,5  | 0 / 8     | Estável |
|                         | CDU – Coligação Democrática Unitária | 15 487  | 7,8 / 100,0   | 0,6  | 0 / 8     | Estável |
|                         | Outros                               | 5 748   | 2,9 / 100,0   |      | 0 / 8     |         |
| Votos inválidos         | Votos inválidos                      | 4 376   | 2,2 / 100,0   | 0,1  |           |         |
| Total                   | Total                                | 198 360 | 100,0 / 100,0 |      | 8 / 8     |         |
| Eleitorado/Participação | Eleitorado/Participação              | 309 018 | 64,2 / 100,0  | 2,2  |           |         |

### Guarda
| Partidos                | Partidos                             | Votos   | %             | +/-     | Deputados | +/-     |
| ----------------------- | ------------------------------------ | ------- | ------------- | ------- | --------- | ------- |
|                         | Partido Socialista                   | 49 498  | 43,7 / 100,0  | 16,9    | 2 / 4     | 1       |
|                         | Partido Social Democrata             | 45 285  | 39,9 / 100,0  | 18,7    | 2 / 4     | 1       |
|                         | Partido Popular                      | 11 265  | 9,9 / 100,0   | 4,0     | 0 / 4     | Estável |
|                         | CDU – Coligação Democrática Unitária | 2 602   | 2,3 / 100,0   | Estável | 0 / 4     | Estável |
|                         | Outros                               | 2 080   | 1,8 / 100,0   |         | 0 / 4     |         |
| Votos inválidos         | Votos inválidos                      | 2 676   | 2,4 / 100,0   | 0,2     |           |         |
| Total                   | Total                                | 113 406 | 100,0 / 100,0 |         | 4 / 4     |         |
| Eleitorado/Participação | Eleitorado/Participação              | 176 818 | 64,1 / 100,0  | 1,3     |           |         |

### Leiria
| Partidos                | Partidos                             | Votos   | %             | +/-     | Deputados | +/-     |
| ----------------------- | ------------------------------------ | ------- | ------------- | ------- | --------- | ------- |
|                         | Partido Social Democrata             | 105 969 | 43,3 / 100,0  | 17,9    | 5 / 10    | 2       |
|                         | Partido Socialista                   | 89 771  | 36,7 / 100,0  | 13,7    | 4 / 10    | 1       |
|                         | Partido Popular                      | 27 863  | 11,4 / 100,0  | 6,6     | 1 / 10    | 1       |
|                         | CDU – Coligação Democrática Unitária | 11 087  | 4,5 / 100,0   | Estável | 0 / 10    | Estável |
|                         | Outros                               | 4 414   | 1,8 / 100,0   |         | 0 / 10    |         |
| Votos inválidos         | Votos inválidos                      | 5 424   | 2,2 / 100,0   | 0,4     |           |         |
| Total                   | Total                                | 244 528 | 100,0 / 100,0 |         | 10 / 10   |         |
| Eleitorado/Participação | Eleitorado/Participação              | 374 257 | 65,3 / 100,0  | 1,8     |           |         |

### Lisboa
| Partidos                | Partidos                             | Votos     | %             | +/-  | Deputados | +/-     |
| ----------------------- | ------------------------------------ | --------- | ------------- | ---- | --------- | ------- |
|                         | Partido Socialista                   | 559 551   | 44,3 / 100,0  | 14,6 | 24 / 50   | 8       |
|                         | Partido Social Democrata             | 365 857   | 29,0 / 100,0  | 16,3 | 15 / 50   | 10      |
|                         | CDU – Coligação Democrática Unitária | 151 351   | 12,0 / 100,0  | 0,2  | 6 / 50    | Estável |
|                         | Partido Popular                      | 118 547   | 9,4 / 100,0   | 5,4  | 5 / 50    | 3       |
|                         | Partido Socialista Revolucionário    | 16 857    | 1,3 / 100,0   | 0,5  | 0 / 50    | Estável |
|                         | Outros                               | 29 346    | 2,3 / 100,0   |      | 0 / 50    |         |
| Votos inválidos         | Votos inválidos                      | 20 747    | 1,6 / 100,0   | 0,2  |           |         |
| Total                   | Total                                | 1 262 256 | 100,0 / 100,0 |      | 50 / 50   |         |
| Eleitorado/Participação | Eleitorado/Participação              | 1 877 610 | 67,2 / 100,0  | 1,2  |           |         |

### Madeira
| Partidos                | Partidos                             | Votos   | %             | +/-     | Deputados | +/-     |
| ----------------------- | ------------------------------------ | ------- | ------------- | ------- | --------- | ------- |
|                         | Partido Social Democrata             | 61 196  | 46,1 / 100,0  | 16,3    | 3 / 5     | 1       |
|                         | Partido Socialista                   | 43 622  | 32,9 / 100,0  | 12,7    | 2 / 5     | 1       |
|                         | Partido Popular                      | 17 157  | 12,9 / 100,0  | 6,8     | 0 / 5     | Estável |
|                         | União Democrática Popular            | 3 654   | 2,8 / 100,0   | 1,8     | 0 / 5     | Estável |
|                         | CDU – Coligação Democrática Unitária | 1 737   | 1,3 / 100,0   | 0,3     | 0 / 5     | Estável |
|                         | Outros                               | 2 425   | 1,8 / 100,0   |         | 0 / 5     |         |
| Votos inválidos         | Votos inválidos                      | 2 975   | 2,2 / 100,0   | 0,2     |           |         |
| Total                   | Total                                | 132 766 | 100,0 / 100,0 |         | 5 / 5     |         |
| Eleitorado/Participação | Eleitorado/Participação              | 206 959 | 64,2 / 100,0  | Estável |           |         |

### Portalegre
| Partidos                | Partidos                                        | Votos   | %             | +/-     | Deputados | +/-     |
| ----------------------- | ----------------------------------------------- | ------- | ------------- | ------- | --------- | ------- |
|                         | Partido Socialista                              | 41 499  | 50,5 / 100,0  | 17,0    | 2 / 3     | 1       |
|                         | Partido Social Democrata                        | 19 272  | 23,4 / 100,0  | 15,5    | 1 / 3     | 1       |
|                         | CDU – Coligação Democrática Unitária            | 11 482  | 14,0 / 100,0  | 1,2     | 0 / 3     | Estável |
|                         | Partido Popular                                 | 5 182   | 6,3 / 100,0   | 3,0     | 0 / 3     | Estável |
|                         | Partido Comunista dos Trabalhadores Portugueses | 1 542   | 1,9 / 100,0   | 0,1     | 0 / 3     | Estável |
|                         | Outros                                          | 1 640   | 2,0 / 100,0   |         | 0 / 3     |         |
| Votos inválidos         | Votos inválidos                                 | 1 631   | 2,0 / 100,0   | 0,3     |           |         |
| Total                   | Total                                           | 82 248  | 100,0 / 100,0 |         | 3 / 3     |         |
| Eleitorado/Participação | Eleitorado/Participação                         | 115 402 | 71,3 / 100,0  | Estável |           |         |

### Porto
| Partidos                | Partidos                             | Votos     | %             | +/-  | Deputados | +/-     |
| ----------------------- | ------------------------------------ | --------- | ------------- | ---- | --------- | ------- |
|                         | Partido Socialista                   | 467 512   | 46,7 / 100,0  | 13,8 | 18 / 37   | 5       |
|                         | Partido Social Democrata             | 364 019   | 36,4 / 100,0  | 14,9 | 14 / 37   | 7       |
|                         | Partido Popular                      | 77 602    | 7,8 / 100,0   | 3,7  | 3 / 37    | 2       |
|                         | CDU – Coligação Democrática Unitária | 60 178    | 6,0 / 100,0   | 0,4  | 2 / 37    | Estável |
|                         | Outros                               | 16 187    | 1,6 / 100,0   |      | 0 / 37    |         |
| Votos inválidos         | Votos inválidos                      | 15 653    | 1,6 / 100,0   | 0,1  |           |         |
| Total                   | Total                                | 1 001 151 | 100,0 / 100,0 |      | 37 / 37   |         |
| Eleitorado/Participação | Eleitorado/Participação              | 1 405 730 | 71,2 / 100,0  | 1,1  |           |         |

### Santarém
| Partidos                | Partidos                             | Votos   | %             | +/-  | Deputados | +/-     |
| ----------------------- | ------------------------------------ | ------- | ------------- | ---- | --------- | ------- |
|                         | Partido Socialista                   | 123 379 | 45,8 / 100,0  | 16,4 | 5 / 10    | 2       |
|                         | Partido Social Democrata             | 83 580  | 31,0 / 100,0  | 18,1 | 3 / 10    | 3       |
|                         | CDU – Coligação Democrática Unitária | 25 647  | 9,5 / 100,0   | 0,3  | 1 / 10    | Estável |
|                         | Partido Popular                      | 23 466  | 8,7 / 100,0   | 5,4  | 1 / 10    | 1       |
|                         | Outros                               | 7 748   | 2,9 / 100,0   |      | 0 / 10    |         |
| Votos inválidos         | Votos inválidos                      | 5 641   | 2,1 / 100,0   | 0,2  |           |         |
| Total                   | Total                                | 269 461 | 100,0 / 100,0 |      | 10 / 10   |         |
| Eleitorado/Participação | Eleitorado/Participação              | 396 918 | 67,9 / 100,0  | 0,6  |           |         |

### Setúbal
| Partidos                | Partidos                                        | Votos   | %             | +/-     | Deputados | +/-     |
| ----------------------- | ----------------------------------------------- | ------- | ------------- | ------- | --------- | ------- |
|                         | Partido Socialista                              | 194 313 | 44,9 / 100,0  | 16,5    | 9 / 17    | 4       |
|                         | CDU – Coligação Democrática Unitária            | 102 911 | 23,8 / 100,0  | 1,1     | 4 / 17    | 1       |
|                         | Partido Social Democrata                        | 79 645  | 18,4 / 100,0  | 16,3    | 3 / 17    | 3       |
|                         | Partido Popular                                 | 31 261  | 7,2 / 100,0   | 4,5     | 1 / 17    | 1       |
|                         | Partido Comunista dos Trabalhadores Portugueses | 7 181   | 1,7 / 100,0   | 0,1     | 0 / 17    | Estável |
|                         | Outros                                          | 10 213  | 2,4 / 100,0   |         | 0 / 17    |         |
| Votos inválidos         | Votos inválidos                                 | 7 431   | 1,7 / 100,0   | 0,3     |           |         |
| Total                   | Total                                           | 432 955 | 100,0 / 100,0 |         | 17 / 17   | 1       |
| Eleitorado/Participação | Eleitorado/Participação                         | 636 420 | 68,0 / 100,0  | Estável |           |         |

### Viana do Castelo
| Partidos                | Partidos                             | Votos   | %             | +/-  | Deputados | +/-     |
| ----------------------- | ------------------------------------ | ------- | ------------- | ---- | --------- | ------- |
|                         | Partido Social Democrata             | 61 051  | 42,1 / 100,0  | 14,8 | 3 / 6     | 1       |
|                         | Partido Socialista                   | 56 234  | 38,8 / 100,0  | 13,6 | 3 / 6     | 1       |
|                         | Partido Popular                      | 16 328  | 11,3 / 100,0  | 4,1  | 0 / 6     | Estável |
|                         | CDU – Coligação Democrática Unitária | 6 614   | 4,6 / 100,0   | 0,4  | 0 / 6     | Estável |
|                         | Outros                               | 2 607   | 1,8 / 100,0   |      | 0 / 6     |         |
| Votos inválidos         | Votos inválidos                      | 2 218   | 1,5 / 100,0   | 0,3  |           |         |
| Total                   | Total                                | 145 052 | 100,0 / 100,0 |      | 6 / 6     |         |
| Eleitorado/Participação | Eleitorado/Participação              | 225 309 | 64,4 / 100,0  | 0,6  |           |         |

### Vila Real
| Partidos                | Partidos                             | Votos   | %             | +/-  | Deputados | +/-     |
| ----------------------- | ------------------------------------ | ------- | ------------- | ---- | --------- | ------- |
|                         | Partido Social Democrata             | 61 290  | 46,0 / 100,0  | 14,6 | 3 / 5     | 1       |
|                         | Partido Socialista                   | 53 259  | 40,0 / 100,0  | 14,0 | 2 / 5     | Estável |
|                         | Partido Popular                      | 10 420  | 7,8 / 100,0   | 2,7  | 0 / 5     | Estável |
|                         | CDU – Coligação Democrática Unitária | 2 567   | 1,9 / 100,0   | 0,7  | 0 / 5     | Estável |
|                         | Outros                               | 3 008   | 2,3 / 100,0   |      | 0 / 5     |         |
| Votos inválidos         | Votos inválidos                      | 2 626   | 2,0 / 100,0   | 0,3  |           |         |
| Total                   | Total                                | 133 170 | 100,0 / 100,0 |      | 5 / 5     | 1       |
| Eleitorado/Participação | Eleitorado/Participação              | 224 022 | 59,5 / 100,0  | 1,5  |           |         |

### Viseu
| Partidos                | Partidos                             | Votos   | %             | +/-  | Deputados | +/-     |
| ----------------------- | ------------------------------------ | ------- | ------------- | ---- | --------- | ------- |
|                         | Partido Social Democrata             | 96 145  | 44,3 / 100,0  | 20,0 | 4 / 9     | 3       |
|                         | Partido Socialista                   | 83 325  | 38,4 / 100,0  | 19,0 | 4 / 9     | 2       |
|                         | Partido Popular                      | 24 904  | 11,5 / 100,0  | 6,2  | 1 / 9     | 1       |
|                         | CDU – Coligação Democrática Unitária | 3 887   | 1,8 / 100,0   | 0,3  | 0 / 9     | Estável |
|                         | Outros                               | 4 172   | 1,9 / 100,0   |      | 0 / 9     |         |
| Votos inválidos         | Votos inválidos                      | 4 781   | 2,2 / 100,0   | 0,1  |           |         |
| Total                   | Total                                | 217 194 | 100,0 / 100,0 |      | 9 / 9     |         |
| Eleitorado/Participação | Eleitorado/Participação              | 357 660 | 60,7 / 100,0  | 2,7  |           |         |

### Europa
| Partidos                | Partidos                             | Votos  | %             | +/-  | Deputados | +/-     |
| ----------------------- | ------------------------------------ | ------ | ------------- | ---- | --------- | ------- |
|                         | Partido Socialista                   | 9 067  | 35,1 / 100,0  | 3,2  | 1 / 2     | Estável |
|                         | Partido Social Democrata             | 8 740  | 33,8 / 100,0  | 19,9 | 1 / 2     | Estável |
|                         | CDU – Coligação Democrática Unitária | 1 652  | 6,4 / 100,0   | 1,4  | 0 / 2     | Estável |
|                         | Partido Popular                      | 1 143  | 4,4 / 100,0   | 1,4  | 0 / 2     | Estável |
|                         | Movimento O Partido da Terra         | 252    | 1,0 / 100,0   | Novo | 0 / 2     | Novo    |
|                         | Outros                               | 452    | 1,8 / 100,0   |      | 0 / 2     |         |
| Votos inválidos         | Votos inválidos                      | 4 549  | 17,6 / 100,0  | 15,7 |           |         |
| Total                   | Total                                | 25 855 | 100,0 / 100,0 |      | 2 / 2     |         |
| Eleitorado/Participação | Eleitorado/Participação              | 93 285 | 27,7 / 100,0  | 7,2  |           |         |

### Fora da Europa
| Partidos                | Partidos                             | Votos  | %             | +/-  | Deputados | +/-     |
| ----------------------- | ------------------------------------ | ------ | ------------- | ---- | --------- | ------- |
|                         | Partido Social Democrata             | 14 085 | 69,3 / 100,0  | 8,0  | 2 / 2     | Estável |
|                         | Partido Socialista                   | 2 608  | 12,8 / 100,0  | 7,9  | 0 / 2     | Estável |
|                         | Partido Popular                      | 771    | 3,8 / 100,0   | 10,8 | 0 / 2     | Estável |
|                         | CDU – Coligação Democrática Unitária | 246    | 1,2 / 100,0   | 0,2  | 0 / 2     | Estável |
|                         | Outros                               | 328    | 1,6 / 100,0   |      | 0 / 2     |         |
| Votos inválidos         | Votos inválidos                      | 2 289  | 11,3 / 100,0  | 10,2 |           |         |
| Total                   | Total                                | 20 327 | 100,0 / 100,0 |      | 2 / 2     |         |
| Eleitorado/Participação | Eleitorado/Participação              | 99 570 | 20,4 / 100,0  | 10,3 |           |         |

| Eleições legislativas portuguesas de 1995 Distritos: Aveiro \| Beja \| Braga \| Bragança \| Castelo Branco \| Coimbra \| Évora \| Faro \| Guarda \| Leiria \| Lisboa \| Portalegre \| Porto \| Santarém \| Setúbal \| Viana do Castelo \| Vila Real \| Viseu \| Açores \| Madeira \| Estrangeiro |